# Piet Verkruijsse
Pieter Jozias Verkruijsse (Groede, 27 januari 1943 - Nieuwkoop, 20 februari 2012) was een historisch letterkundige en boekhistoricus, werkzaam aan de Universiteit van Amsterdam.

## Levensloop
Piet Verkruijsse studeerde Nederlandse taal- en letterkunde aan de Universiteit van Amsterdam, naar eigen zeggen omdat hij (als dialectspreker) goed Nederlands wilde leren spreken. In 1983 promoveerde hij op een dissertatie over de zeventiende-eeuwse Zeeuwse kroniekschrijver Mattheus Smallegange.
Verkruijsse verbleef zijn verdere loopbaan aan de Universiteit van Amsterdam waar hij in 1966 was begonnen als kandidaat-assistent. Na een jaar als assistent in 1968-1969, was hij drie jaar wetenschappelijk medewerker (1969-1972), vijf jaar wetenschappelijk medewerker 1e klas (1972-1977), nog acht jaar wetenschappelijk hoofdmedewerker (1977-1985) en tot slot ruim 20 jaar universitair docent (1985 - februari 2006) bij de leerstoelgroep Historische Nederlandse Letterkunde. Van september 2002 tot zijn pensioen in januari 2008 was Verkruijsse universitair hoofddocent bij de leerstoelgroep Boekwetenschap en handschriftenkunde. 
Tussen 2000 en 2005 was hij lid van de Adviesraad Gouden Eeuw van de Digitale Bibliotheek voor de Nederlandse Letteren. Per 10 mei 2006 werd hij benoemd tot conservator van de Artis Bibliotheek, een van de Bijzondere Collecties van de Universiteit van Amsterdam.
In 1998 werd Verkruijsse onderscheiden met de Zilveren legpenning van het Koninklijk Zeeuws Genootschap der Wetenschappen.
Piet Verkruijsse was redacteur bij het tijdschrift De Boekenwereld en bij het elektronische tijdschrift voor de neerlandistiek Neder-L.

## Beperkte bibliografie
- Mattheus Smallegange (1624-1710) en zijn Cronyk van Zeeland, 1977.
- Mattheus Smallegange (1624-1710): Zeeuws historicus, genealoog en vertaler. Descriptieve persoonsbibliografie. Met een verantwoording van de gevolgde methode van partiële interne collatie, 1983.
- De Nederlandse en Vlaamse auteurs : van middeleeuwen tot heden met inbegrip van de Friese auteurs. Hoofdredactie met Gerrit Jan van Bork, 1985.[2]
- 1995, Ik het boek. Analytisch handboek voor de bibliograaf. Met praktijkvoorbeelden! 2e, niet herz., doch sterk verminderde druk[= 1e dr.]. Lugduni Batavorum: De Ammoniet, 1695
- De letter die spreekt, moet zich voor eerst verantwoorden'. Oud schrift, oud archief en oudere letterkunde. Paleografie, manuscriptologie en archivistiek van de 16e-18e eeuw, met E.M. Grabowsky, 1999.
- Plaatjes kijken. Raadsels rond illustraties in oude boeken, 2003.

## Publicaties over Verkruijsse
- Berry Dongelmans: 'Levensbericht Pieter Jozias Verkruijsse'. In: Jaarboek van de Maatschappij der Nederlandse Letterkunde te Leiden, jrg. 2020-2021, p. 141-157